# Epigrimyia ilinoensis
Epigrimyia ilinoensis là một loài ruồi trong họ Tachinidae.